# Piazza Martino
Piazza Martino è una contrada del comune bergamasco di Zogno.

## Località
Piazza Martino è posta sul lato opposto del Brembo rispetto al capoluogo.
Quando la disarmonica organizzazione amministrativa bergamasca di retaggio veneto fu definitivamente integrata dell’ordinato sistema municipale lombardo dai tedeschi nel 1815, in un primo momento Piazza Martino fu elevata al rango di comune. Dopo solo due anni tuttavia, fu finalmente annessa a Zogno.